# مأوى الحيوانات

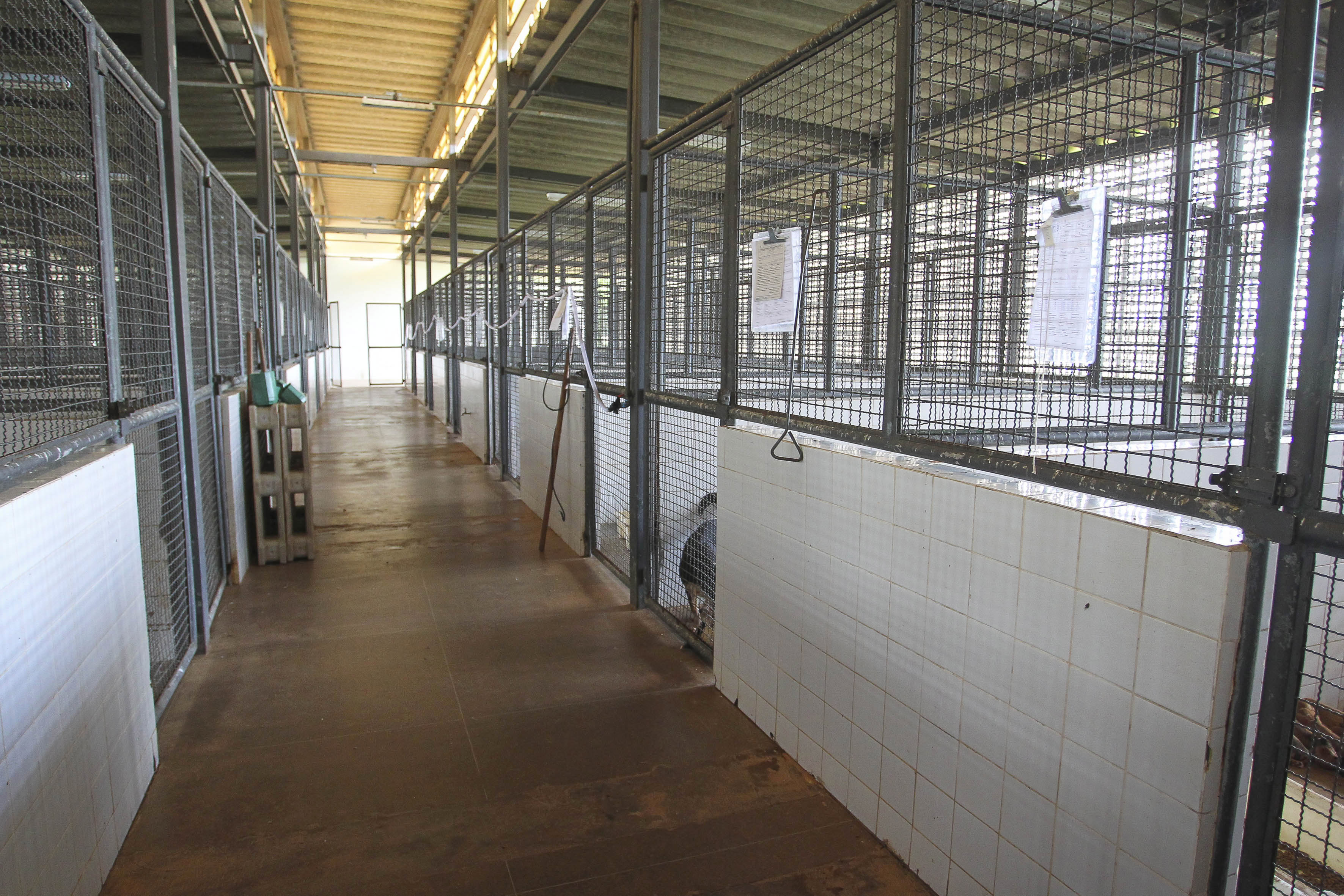
بيوت الكلاب في مأوى

مأوى للحيوانات أو رطل هو مكان يتم فيه إيواء الحيوانات الضالة أو المفقودة أو المهجورة أو المستسلمة معظمها الكلاب والقطط. ترجع أصول كلمة «باوند» إلى الأوزان الحيوانية للمجتمعات الزراعية، حيث تُحجز الماشية الضالة أو حجزها حتى يطالب بها أصحابها. 

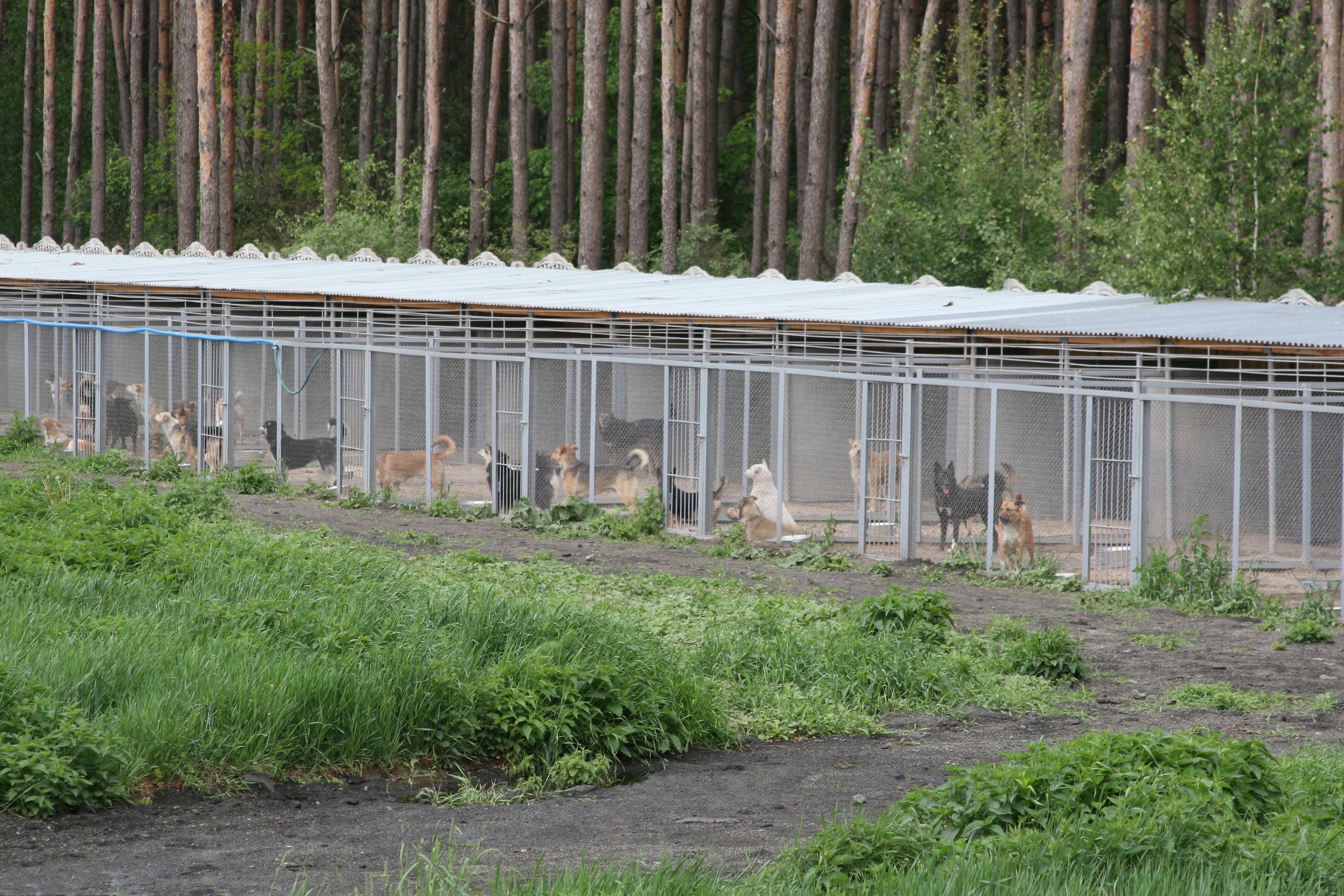
يعمل تربية الكلاب في الهواء الطلق في ملجأ

على الرغم من وجود ملاجئ لا تقتل، فمن السياسة في بعض الأحيان القتل الرحيم للحيوانات التي لم يطالب بها المالك السابق أو الجديد بالسرعة الكافية. في أوروبا، من بين 30 دولة شملها المسح، سمحت جميعها باستثناء ستة (النمسا وجمهورية التشيك وألمانيا واليونان وإيطاليا وبولندا) بالقتل الرحيم للحيوانات التي لم يتم تبنيها.

## المصطلح

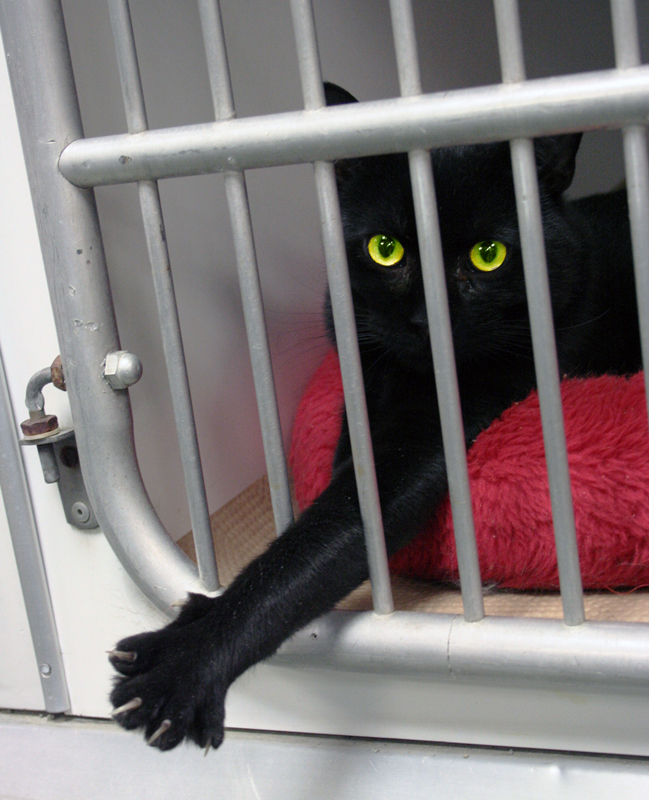
قطة في مأوى للحيوانات

تمتلك صناعة المأوى مصطلحات لمجال عملهم الفريد، وعلى الرغم من عدم وجود معايير دقيقة لتعريفات متسقة، فإن العديد من الكلمات لها معاني بناءً على استخدامها.
تقوم مراقبة الحيوانات بوظيفة البلدية المتمثلة في التقاط الكلاب والقطط الضالة، والتحقيق في تقارير إساءة معاملة الحيوانات أو عضات الكلاب أو هجمات الحيوانات. قد يطلق عليه أيضًا رعاية الحيوان والتحكم فيه، وكان يُطلق عليه سابقًا اسم أداة صيد الكلاب أو مكافحة داء الكلب. عادة ما يتم نقل الحيوانات الأليفة الضالة أو المفقودة أو المهجورة التي يتم التقاطها من الشوارع إلى مأوى الحيوانات المحلي، أو الجنيه. عادة ما يتم الاحتفاظ بالحالات الشاردة غير المعقدة لفترة من الوقت، تسمى التعليق الضال. بعد فترة الحيازة، يعتبر الحيوان خاسرًا من قبل مالكه، وقد يصبح متاحًا للتبني. يتم وضع الحيوانات المتورطة في الهجمات أو العض في الحجر الصحي ولا تكون متاحة للتبني حتى يتم حل التحقيقات أو القضايا القانونية. تهتم مراقبة الحيوانات بشكل أساسي بالسلامة العامة ومكافحة داء الكلب. تسمح العديد من سياسات المأوى للأفراد بإحضار الحيوانات إلى الملجأ، وغالبًا ما يطلق عليها استسلام المالك، أو التخلي عن حيوان. سيقبل مأوى الدخول المفتوح أي حيوان بغض النظر عن السبب، وعادة ما يكون مأوى تديره البلدية أو مأوى خاصًا مع عقد للعمل لبلدية. قد تقصر الملاجئ البلدية الحيوانات الواردة على تلك القادمة من المنطقة التي تخدم فيها. يتطلب ملجأ القبول المُدار تحديد موعد وسوف يقيد دخول الحيوانات لتناسب مواردها المتاحة. عادة ما تكون الملاجئ ذات الدخول المحدود ملاجئ خاصة أو غير هادفة للربح بدون عقود بلدية، وقد تقصر تناولها على الحيوانات الصحية التي يمكن تبنيها بشكل كبير.
للحيوان في الملجأ أربع نتائج: العودة إلى المالك، التبني، الانتقال إلى مأوى آخر أو مرفق إنقاذ، أو القتل الرحيم. العودة إلى المالك هي عندما يلتقط صاحبها حيوانًا ضالًا تم العثور عليه وإيوائه في الملجأ. تمارس معظم ملاجئ الحيوانات التبني، حيث يتم إعطاء حيوان تحت رعايتهم أو بيعه لشخص سيحتفظ به ويعتني به. تعمل بعض الملاجئ مع منظمات الإنقاذ، مما يمنح حيوانًا للإنقاذ بدلاً من اعتماده للفرد. تفرض بعض السلطات القضائية أن تتعاون الملاجئ مع عمليات الإنقاذ؛ تستخدم بعض الملاجئ عمليات الإنقاذ لتفريغ الحيوانات التي تعاني من مشاكل صحية أو سلوكية ليست مجهزة للتعامل معها. تمارس العديد من الملاجئ مستوى معين من القتل الرحيم.
القتل الرحيم هو قتل حيوان. يقتل مأوى عالي القتل الرحيم العديد من الحيوانات التي يأكلونها؛ مأوى منخفض القتل يقتل عددًا قليلاً من الحيوانات بشكل رحيم وعادةً ما يشغل برامج لزيادة عدد الحيوانات التي يتم إطلاقها على قيد الحياة. معدل الإطلاق الحي للمأوى هو مقياس لعدد الحيوانات التي تغادر الملجأ على قيد الحياة مقارنة بعدد الحيوانات التي استقبلتها. يمارس مأوى لا يقتل معدل إطلاق حي مرتفع للغاية، مثل 90٪، 95٪، أو حتى 100٪. نظرًا لعدم وجود معيار للقياس، فإن بعض الملاجئ تقارن الإطلاقات الحية بعدد الحيوانات الصحية التي يمكن تبنيها، بينما يقارن البعض الآخر الإطلاقات الحية بكل حيوان استقبلوه وبالتالي، فإن مصطلحات القتل المرتفع، والقتل المنخفض، وعدم القتل هي بالتالي شخصي.
يشمل شركاء المأوى مجموعات الإنقاذ والحضن والملاذات. غالبًا ما تقوم مجموعات الإنقاذ بسحب الكلاب من الملاجئ، مما يساعد على تقليل عدد الحيوانات في الملجأ. غالبًا ما تتخصص مجموعة الإنقاذ في سلالة معينة من الكلاب، أو يقومون بسحب الحيوانات التي يصعب تبنيها مثل تلك التي لديها مشاكل صحية أو سلوكية بهدف إعادة تأهيل الحيوان للتبني في المستقبل. العديد من عمليات الإنقاذ ليس لها مواقع من الطوب والطين ولكنها تعمل خارج المنزل أو مع شركاء بالتبني. سيأخذ جضن الحيوانات مؤقتًا من المأوى إلى منزلهم لمنحهم اهتمامًا خاصًا أو رعاية خاصة، مثل فضلات الجراء المولودة حديثًا، أو حيوان يتعافى من مرض. ملاذ للحيوانات هو بديل للقتل الرحيم للحيوانات التي يصعب تبنيها؛ إنه مكان دائم قد يشمل تربية وتربية آمنة من قبل موظفين ذوي خبرة في التعامل مع الحيوانات التي تعاني من عدوانية خطيرة أو مشاكل سلوكية دائمة، أو منزل للحيوانات المسنة التي سيتم الاعتناء بها حتى موتها الطبيعي. يعتبر التبني والإرسال للإنقاذ أو الملاذ مواضع دائمة؛ الحضانة هي التنسيب المؤقت.

## حسب البلد

### كندا
يوجد في كيبيك نوعان من ملاجئ الحيوانات:
- SPCA (باللغة الإنجليزية، «جمعية منع القسوة على الحيوانات»)
- SPA (بالفرنسية، «جمعية حماية الحيوانات»)

### ألمانيا
يوجد في المدن الكبيرة في ألمانيا مأوى للحيوانات (تيرهايم) أو تتعاقد مع واحدة من العديد من منظمات الحيوانات غير الربحية في البلاد، والتي تدير ملاجئها الخاصة. معظم الملاجئ مأهولة بالكلاب والقطط ومجموعة متنوعة من الحيوانات الصغيرة مثل الفئران والجرذان والأرانب. بالإضافة إلى ذلك، هناك ما يسمى بـ («مزارع الرحمة») للحيوانات الكبيرة التي تأخذ الماشية أو الخيول من أصحابها الخاصين الذين يريدون التخلص منها لأسباب مالية. يحظر قانون حماية الحيوان قتل الفقاريات دون سبب وجيه. بشكل عام، الأسباب الصحيحة هي الذبح أو الصيد من أجل إنتاج الغذاء (يُستثنى من ذلك القطط والكلاب)، والسيطرة على الأمراض المعدية، والقتل غير المؤلم «إذا كان استمرار الحياة يعني ألمًا أو معاناة لا يمكن علاجهما» أو إذا كان الحيوان يشكل خطرًا على عامة الناس. لن يكون هذا الأخير سببًا للقتل الرحيم إلا إذا أمرت السلطة المعنية بالسلامة العامة بذلك بناءً على تحقيق. بسبب هذا الحكم فإن جميع ملاجئ الحيوانات الألمانية هي عمليا ملاجئ لا تقتل. يجب أن يقود المرافق شخص معتمد في التعامل مع الحيوانات. تتعاقد معظم الملاجئ مع الأطباء البيطريين لتقديم الرعاية الطبية.

### الهند
حظائر الأبقار هو نوع من المأوى للماشية المشردة أو غير المرغوب فيها أو المسنة في الهند. يكرم العديد من الهندوس الأبقار، كما أن ذبح الماشية غير قانوني في معظم الأماكن في البلاد.

### نيوزيلاندا
في نيوزيلندا، يتم تشغيل أرطال الكلاب من قبل كل سلطة محلية إقليمية، والتي تقدم خدمات مراقبة الحيوانات بموجب قانون مراقبة الكلاب لعام 1996.

### بولندا
في بولندا، يُسمح بالقتل الرحيم للحيوانات في الملاجئ فقط بسبب المرض. ومع ذلك، يُسمح بقتل الفضلات العمياء لأنها تعتبر معالة.

### المملكة المتحدة
في المملكة المتحدة، تُعرف ملاجئ الحيوانات بشكل أكثر شيوعًا باسم مراكز الإنقاذ أو إعادة الإيواء وتديرها المنظمات الخيرية. أبرز منظمات الإنقاذ وإعادة الإمداد هي حماية القطط وثقة الكلاب.